# Bilhar dinâmico
Um bilhar dinâmico é um sistema dinâmico no qual uma partícula alterna entre movimentos rectilínios e reflexões especulares num contorno ou fronteira. Quando a partícula impacta contra o contorno se reflexa na perdida de sua velocidade. Os sistemas de bilhares dinâmicos são idealizações dos jogos de bilhar, mas onde a região contida pelo contorno pode ter formas distintas da retangular e ainda que possua numerosas dimensões.
Os bilhares dinâmicos podem também ser estudados em geometria não euclidiana; no efeito os primeiros estudos dos bilhares estabeleceram seu movimento ergódico sobre as superfícies de curvatura negativa constante. O estudo dos bilhares que se unem por fora de uma região, no lugar de estar contidos dentro de uma região, é conhecido como a teoria de bilhares exteriores. O movimento da partícula no bilhar é uma linha reta, com energia constante, entre reflexições na fronteira (uma geodésica para toda curvatura da superfície).
Todas as reflexições são especulares: o ângulo de incidencia justo antes do impacto é igual ao ângulo de reflexão justo depois do choque. A sucessão de reflexições se denomina o mapa do bilhar e caracreriza completamente o movimento da partícula. Os bilhares capturam toda a complexidade dos sistemas hamiltonianos, desde integrabilidade ao movimento caótico, sem as dificuldades de integrar as equações de movimento para determinar seu mapa de Poincaré.
Birkhoff demonstrou que um sistema de bilhar com uma superfície elíptica é integrável. Os bilhares unidimensionais (ou seja "hard rods") possuem um caos determinístico e são ergódicos se tem diferentes massas. Os problemas matemáticos dos bilhares unidimensionais com distintas massas e o de um único bilhar com uma caixa de contorno plano são equivalentes. A propriedade caótica significa que os bilhares são mostradores extremadamente eficientes de seu espaço de fase.
O hamiltoniano de uma partícula de massa "m" que se descoloca em forma livre sem fricção sobre uma superfície é:
{\displaystyle H(p,q)={\frac {p^{2}}{2m}}+V(q),}
onde {\displaystyle V(q)} é um potencial que vale zero dentro da região {\displaystyle \Omega } onde se move a partícula, é infinito em todos os outros locais:
{\displaystyle V(q)={\begin{cases}0\qquad q\in \Omega \\\infty \qquad q\notin \Omega \end{cases}}.}
Este tipo de potencial garante uma reflexão especular na borda. O término cinético garante que a partícula se mova em linha reta, sem nenhuma troca em sua energia. Se a partícula se desloca em uma variedade(superfície), então o hamiltoniano é representado por:
{\displaystyle H(p,q)={\frac {p^{i}p^{j}g_{ij}(q)}{2m}}+V(q),}
onde {\displaystyle g_{ij}(q)} é o tensor métrico em um ponto {\displaystyle q\in \Omega }. Devido a estrutura muito simples deste hamiltoniano, as equações de movimento da partícula, as Equações de Hamilton-Jacobi, não são mais que as equações geodésicas na variedade: a partícula se desloca ao largo de geodésicas.